# San Salvatore di Fitalia
San Salvatore di Fitalia är en ort och kommun i storstadsregionen Messina, innan 2015 i provinsen Messina, i regionen Sicilien i sydvästra Italien. Kommunen hade 1 261 invånare (2017).